# Skokomish River
Skokomish River är en flod i Mason County, Washington, USA. Det är den längsta floden som rinner ut i Hood Canal, vilken är förbunden med Pugetsundet.

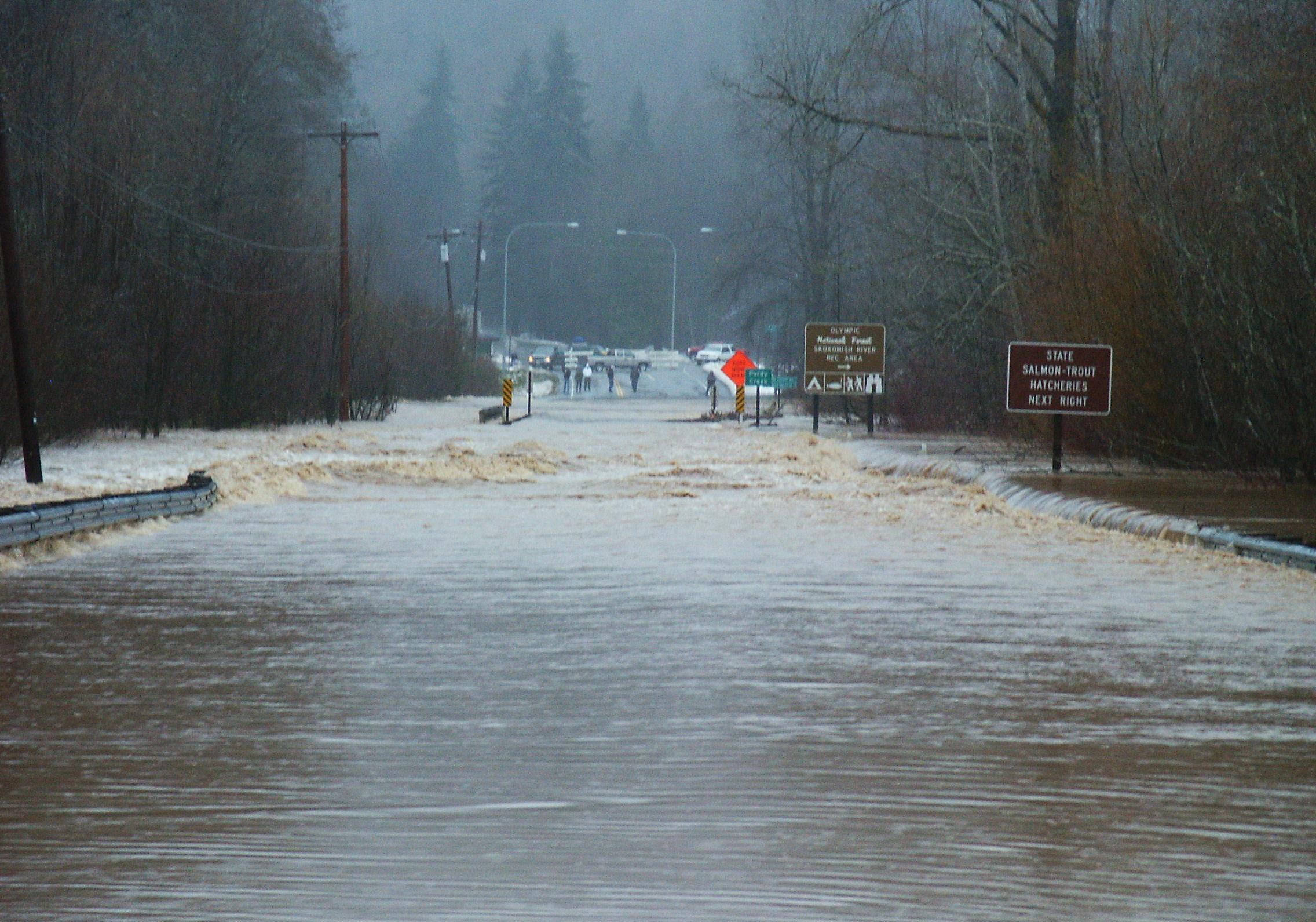
U.S. Route 101 norr om Shelton i samband med översvämningen.

## Översvämning
I december 2007 svämmade floden över. 